# Assalto alla sede del Movimento Sociale Italiano di Padova
L'assalto alla sede del Movimento Sociale Italiano di Padova fu un agguato terroristico avvenuto il 17 giugno 1974 a opera di un gruppo delle Brigate Rosse nell'edificio in cui si trovava la sede locale del Movimento Sociale Italiano, nel corso del quale vi furono due vittime, entrambe iscritte al partito, Giuseppe Mazzola, carabiniere in congedo, e Graziano Giralucci, agente di commercio. Furono i primi omicidi commessi e rivendicati dalle BR.

## Storia
La settimana prima del fatto, il terrorista Roberto Ognibene, dando generalità false, si era presentato in visita di ricognizione alla porta della sede dichiarandosi simpatizzante del partito e promettendo che sarebbe tornato. Intorno alle 9:30 di mattina del 17 giugno un gruppo di cinque persone armate con pistole assalì la sede del MSI di via Zabarella 24. Mentre un membro del gruppo rimase ad attendere fuori dall'edificio come "palo", Roberto Ognibene e Fabrizio Pelli fecero irruzione negli uffici; un quarto membro attendeva sulle scale dell'edificio con una borsa, per prendere il materiale sottratto, ed un quinto rimase in auto pronto per la fuga. L'aggressione avrebbe dovuto avere lo scopo di prelevare documenti presenti nella sede del Movimento Sociale Italiano e scrivere sui muri slogan delle Brigate Rosse a scopo intimidatorio, dopo aver immobilizzato e legato ogni persona eventualmente presente. Penetrati all'interno del locali i due terroristi vi trovarono Graziano Giralucci, militante dell'MSI, quasi trentenne, rugbista del CUS Padova, e Giuseppe Mazzola, un appuntato dei carabinieri in pensione sessantenne che teneva la contabilità, i quali approfittando di un momentaneo allontanamento di Pelli dalla stanza tentarono di reagire e disarmare Ognibene, che nella colluttazione ferì Mazzola ad una gamba. Richiamato dal trambusto, Pelli rientrò nella stanza ed assassinò Giralucci e poi Mazzola con un colpo alla testa. Le armi del delitto furono due pistole, una calibro .38 o .357 a tamburo usata da Pelli ed una Beretta 7.65 semiautomatica con silenziatore usata da Ognibene. Conclusa l'azione gli aggressori si dileguarono.
Il giorno successivo l'azione venne rivendicata da una cellula brigatista tramite una telefonata alla sede di Padova de Il Gazzettino e due volantini vennero lasciati in cabine telefoniche di Milano e Padova. La decisione di rivendicare il fatto, a detta di Renato Curcio, fondatore delle BR, fu sofferta. Silvano Girotto, interrogato il 26 settembre 1974 da Giancarlo Caselli, a proposito del duplice omicidio di Padova riferì: «Curcio disse: bisognava anche sapere che, se necessario, le Br uccidevano». L'eventualità dell'uso delle armi per uccidere non era esclusa e questo rappresentava un principio chiaro dell'organizzazione; il problema sorse sull'opportunità, in particolare sull'omicidio di Mazzola e Giralucci, che lo stesso Curcio definì «un imbarazzante incidente di lavoro» nonché «un errore molto grave e un disastro politico». In una lunga intervista concessa a Mario Scialoja nel 1992 Curcio, proprio in relazione al delitto di Via Zabarella, dichiarò che all'epoca escludeva del tutto l'idea di uccidere consapevolmente per scopi politici, ritenendo questa pratica controproducente e negativa per la stessa organizzazione. Gli stessi responsabili della colonna veneta sollecitarono i vertici delle BR a rinunciare alla rivendicazione di paternità degli omicidi. Pur con molti dubbi le BR rivendicarono l'azione specificando nel volantino che, pur essendo responsabili degli omicidi, le BR seguivano un'altra linea e che i delitti non erano stati pianificati dall'organizzazione. Le Brigate Rosse avevano in precedenza commesso altre azioni violente armate, tra cui il rapimento del procuratore Mario Sossi, a Genova, il 18 aprile 1974, ma questo fu il primo omicidio effettuato e rivendicato a nome delle Brigate Rosse.

## Le indagini
Negli anni ottanta, in seguito alle confessioni di vari terroristi pentiti e ad una più vasta indagine sulle Brigate Rosse, vennero riprese le indagini e individuati i responsabili. Venne aperto il procedimento procedurale per l'omicidio di Giralucci e Mazzola. In tale procedimento non fu coinvolto Pelli, morto di leucemia in carcere nel 1979. Dopo il pentimento e la sua dissociazione dai movimenti terroristici, Susanna Ronconi rilasciò un'ampia e dettagliata confessione sui fatti e, secondo la deposizione, il commando era composto da:
- Roberto Ognibene, esecutore materiale dell'incursione.
- Fabrizio Pelli, esecutore materiale dell'incursione.
- Susanna Ronconi, con funzione di retroguardia e recupero del bottino.
- Giorgio Semeria, con funzioni di autista.
- Martino Serafini, con funzioni di sentinella per un eventuale arrivo delle forze dell'ordine.

La Ronconi sostenne la tesi degli omicidi per reazione. Secondo la sua ricostruzione dei fatti, a una reazione di Mazzola (che cercò di strappare la pistola a un aggressore) seguì un attacco di Giralucci che cercò di afferrare il collo di un terrorista e, in risposta, i due attaccanti avrebbero aperto il fuoco, uccidendo i due sul colpo.

## Processo
L'11 maggio 1990 la Corte d'Assise confermò la colpevolezza degli imputati, condannando esecutori e mandanti. Tra i killer, Ognibene ricevette una condanna a 18 anni (omicidio volontario), la Ronconi e Semeria vennero condannati a nove anni e sei mesi, mentre Serafini ricevette sei anni, un mese e 10 giorni (concorso anomalo in omicidio volontario).
Pelli era morto di leucemia l'8 agosto 1979 all'ospedale Niguarda di Milano.
Vennero riconosciuti come ispiratori dell'azione Renato Curcio, Mario Moretti ed Alberto Franceschini, condannati a dodici anni e otto mesi per concorso morale in omicidio.

### Il processo di appello
Sia i condannati (i cui avvocati sostenevano la tesi secondo cui l'evento sarebbe maturato indipendentemente dai presunti ispiratori morali) che il pubblico ministero (per cercare di far riconoscere piena responsabilità anche per i mandanti) ricorsero in appello. Nel giugno 1991 l'appello programmato venne rinviato per questioni procedurali. Alla notizia del rinvio seguì la proposta di grazia avanzata dal Presidente della repubblica Francesco Cossiga a favore di Curcio, che suscitò un vespaio di polemiche nell'opinione pubblica. Il processo venne celebrato a Venezia a partire dal 20 novembre 1991. Durante il processo fu disposta una nuova perizia balistica, e la ricostruzione effettuata in base alla perizia giunse alla conclusione che si era trattato di una vera e propria esecuzione: i due sarebbero stati giustiziati con freddezza tramite un colpo alla testa. Il 9 dicembre il tribunale confermò la tesi secondo cui le cosiddette Brigate Rosse si erano già costituite con un nucleo centrale, di cui Curcio e Moretti erano i capi, e che questo nucleo fosse pienamente coinvolto nella vicenda. Le pene di Curcio e Moretti furono elevate a 16 anni e due mesi, mentre per Franceschini la sentenza salì a 18 anni, due mesi e sette giorni. Ronconi, Semeria e Serafini vennero riconosciuti pienamente colpevoli dell'omicidio, e la pena fu aumentata a 12 anni per i primi e a sette anni e sei mesi per l'ultimo. Per Ognibene furono confermati i 18 anni.

## Sviluppi successivi
Graziano Giralucci lascia la moglie Bruna Vettorato e la figlia Silvia di 3 anni. Giuseppe Mazzola lascia la moglie Giuditta e 4 figli.

Nell'agosto 1991 il Presidente della repubblica Francesco Cossiga propose di concedere la grazia a Renato Curcio; a tale provvedimento si oppose la famiglia Mazzola che, per protesta, chiese la sospensione dallo status di cittadinanza italiana. Sempre a tal riguardo, Silvia Giralucci, figlia di una delle due vittime e ventenne al momento della lettera, scrisse a Cossiga:
(Silvia Giralucci, in risposta alla proposta di grazia a Renato Curcio da parte del Presidente della repubblica Francesco Cossiga)
Nel luglio 1992 Serafini chiese la grazia, mentre Ronconi e Semeria usufruirono della semilibertà e Ognibene, grazie ai benefici della legge sui dissociati, fu impiegato presso il comune di Bologna. Il 1º agosto 1992 Serafini venne arrestato per scontare due anni e mezzo di pena residui.
Il 12 novembre 1992 il Comune di Padova ha deciso dedicare due vie a Graziano Giralucci e Giuseppe Mazzola. Nel giugno del 2008 il Comune di Padova ha affisso al muro dell'edificio di via Zabarella una targa di commemorazione del duplice omicidio. La targa era stata precedentemente appesa a un palo perché i condomini che attualmente abitano lo stabile avevano rifiutato di concedere l'uso del muro. 
Giuseppe Mazzola, che per molti anni aveva prestato servizio come carabiniere in Calabria con encomi e decorazioni, ricevette anche la cittadinanza onoraria di Montebello Ionico (RC). All'assassinio di Giralucci e Mazzola fu dedicata la canzone Padova 17 giugno del gruppo musicale legato all'estrema destra La Compagnia dell'Anello.